# Hermann Ullrich (Botaniker)
Hermann Theodor Ullrich (* 3. März 1900 in Neugersdorf; † 19. Oktober 1986 in Freiburg im Breisgau) war ein deutscher Botaniker.

## Leben und Wirken
Hermann Ullrich widmete sich nach abgelegtem Abitur einem Studium der Naturwissenschaften an der Universität Leipzig, das er 1924 mit der Promotion abschloss. Ullrich, der in der Folge eine Assistentenstelle am dortigen Botanischen Institut bekleidete, habilitierte sich 1929 für Botanik. Seit 1937 war er als nichtbeamteter Professor Abteilungsleiter am Kaiser-Wilhelm-Institut für Züchtungsforschung in Müncheberg. Im November 1933 unterzeichnete er das Bekenntnis der Professoren an den deutschen Universitäten und Hochschulen zu Adolf Hitler.
1943 folgte er einem Ruf als außerordentlicher Professor an die TH Stuttgart, 1951 erfolgte dort seine Ernennung zum ordentlichen Professor. 1953 wechselte Ullrich auf den Lehrstuhl für Botanik und die Direktion des Instituts für Landwirtschaftliche Botanik an die Rheinische Friedrich-Wilhelms-Universität Bonn. Hermann Ullrich wurde 1968 emeritiert.

## Schriften (Auswahl)
- Die Rolle der Chloroplasten bei der Eiweissbildung in den grünen Pflanzen. Dissertation, Leipzig 1924.
- Über die Bewegungen der Beggiatoaceen und Oscillatoriaceen, II. Mitteilung Habilitationsschrift, Springer, 1929.
- Mit August Arnold, Karl Wetzel: Lehrbuch der allgemeinen Botanik: Morphologie, Anatomie und Vererbungslehre. W. de Gruyter, 1952.